# Czesław Konieczny
Czesław Konieczny (ur. 2 czerwca 1927 w Poniecu, zm. 4 sierpnia 2020) – polski lekkoatleta, trener, działacz sportowy, prezes Wielkopolskiego Związku Lekkiej Atletyki. 

## Życiorys
W 1945 rozpoczął treningi w Gimnazjalnym Klubie Sportowym Lesna w Poniecu. Od 1949 był zawodnikiem i działaczem Akademickiego Związku Sportowego w Poznaniu. W 1952 ukończył poznańską Akademię Wychowania Fizycznego. Od 1952 działał w Polskim Komitecie Olimpijskim, Polskim Związku Lekkiej Atletyki oraz Towarzystwie Krzewienia Kultury Fizycznej. Od 1988 do 2008 był prezesem sekcji lekkoatletycznej w Wielkopolskim Okręgowym Związku Lekkiej Atletyki w Poznaniu. Od 1966 do 1970 był wiceprezesem Poznańskiego Okręgowego Związku Piłki Nożnej, a od 1949 do 1971 był kierownikiem sekcji lekkoatletycznej w AZS Poznań (społecznie). Współorganizował Konkurs Nadziei Olimpijskich im. Karola Hoffmana. 

## Odznaczenia
Został odznaczony:
- Krzyżem Kawalerskim Orderu Odrodzenia Polski,
- Krzyżem Oficerskim Orderu Odrodzenia Polski,
- odznaką Zasłużony dla Miasta Poznania[1].